# Imre Sulyok
Dans le nom hongrois Sulyok Imre, le nom de famille précède le prénom, mais cet article utilise l’ordre habituel en français Imre Sulyok, où le prénom précède le nom.
Imre Sulyok (Budapest, 30 mars 1912 - Budapest, 24 novembre 2008) est un organiste, un compositeur, un chef d'orchestre et un historien de la musique hongroise. Lauréat du Prix Franz Liszt (1994) et membre de l'Académie hongroise des arts (1996).

## Biographie
Membre la famille Schulek, il est le fils de Alfréd Schulek (1878-1960), professeur d'ophtalmologie et numismate, et de Jola Rajner.
Il étudie la musique à l'Université de musique Franz-Liszt de 1931 à 1941 avec Zoltán Kodály et l'orgue et la musique religieuse avec Aladár Zalánfy. Chantre de l'église luthérienne de Óbuda entre 1936 et 1951, il fut emprisonné deux ans par les soviétiques durant la guerre. Il est organiste de l'église luthérienne de Kelenföld  entre 1951 et 2004 ainsi que chef d'orchestre jusqu'en 1982. De 1956 à 1967, il enseigne la musique sacrée à l'Université théologique évangélique luthérienne de Budapest. 
Il fut également éditeur et superviseur des programmes de Magyar Rádió, et à partir de 1950, éditeur puis rédacteur en chef. Il s'occupa de la réédition des œuvres de Liszt. Comme organiste et chef d'orchestre de l'Église luthérienne, il occupait une position importante sur la scène musicale.

## Sources, liens externes
- Ressources relatives à la musique :   - International Music Score Library Project
  - Muziekweb
- Ressource relative à l'audiovisuel :   - IMDb
- Notices d'autorité :   - VIAF
  - ISNI
  - BnF (données)
  - IdRef
  - LCCN
  - GND
  - Espagne
  - Belgique
  - Pays-Bas
  - Pologne
  - Israël
  - NUKAT
  - Norvège
  - Croatie
  - Tchéquie
  - Lettonie
  - Corée du Sud
  - WorldCat
- (hu + en) Fiche biographique sur kincsestar.radio.hu
- (hu) Fiche biographique sur archiv.evangelikus.hu